# Mimomenyllus
Mimomenyllus is een kevergeslacht uit de familie van de boktorren (Cerambycidae). De wetenschappelijke naam van het geslacht werd voor het eerst geldig gepubliceerd in 1980 door Breuning.

## Soorten
Mimomenyllus omvat de volgende soorten:
- Mimomenyllus ochreithorax Breuning, 1978
- Mimomenyllus aruensis Breuning, 1973
- Mimomenyllus quadricostulatus Breuning, 1980